# Synode von Gangra
Die Synode von Gangra war eine Provinzialsynode in Kleinasien, die zu einem nicht gesicherten Zeitpunkt zwischen 340/1 und 376 in Gangra in Paphlagonien (heute Çankırı) stattfand. An der Synode nahmen 15 Bischöfe teil.
Grund für die Zusammenkunft war die asketisch-häretische Bewegung um Eustathius von Sebaste, die sogenannten Eustathianer. Die Synode verurteilte ihre Lehre und ihre Praktiken. Insbesondere wurde die Ablehnung der Ehe, die Nichtbeachtung kirchlicher Festtage und des Fastens an Sonntagen sowie die Aufstachelung von Sklaven gegen ihre Herren verurteilt. Auch wurde kritisiert, dass die Eustathianer eigene Gottesdienste abhielten und sich von den Gemeindegottesdiensten fernhielten. Für die Bewegung der Eustathianer ist wichtig, dass sich aus den Unterlagen der Synode kein Hinweis auf eine grundsätzliche Ablehnung des Eigentums ableiten lässt, auch scheinen nach eustathianischer Lehre Besitzende vom Ewigen Heil nicht grundsätzlich ausgeschlossen gewesen zu sein.

## Dokumente
- Périclès-Pierre Joannou: Discipline générale antique (IV–IXe s.). Bd. I, 2: Les canons des synodes particuliers (= Codificazione canonica orientale: Fonti. Serie 1, Fasc. IX). Grottaferrata 1962, S. 83–99 (Digitalisat; mit französischer Übersetzung).